# 東北学院榴ケ岡高等学校
東北学院榴ケ岡高等学校（とうほくがくいんつつじがおかこうとうがっこう）は、宮城県仙台市泉区天神沢二丁目に所在する私立高等学校。通称は「学院榴ケ岡」（がくいんつつじがおか）、「榴ケ岡」（つつじがおか）、宮城県内では「榴」（つつじ）と呼ばれることが多い。
キリスト教（プロテスタント、福音主義：日本基督教団）系の学校（キリスト教主義学校、ミッションスクール）である。学校法人東北学院によって設置され、東北学院大学・東北学院中高の系列校である。
元々は、東北学院高等学校の榴ケ岡校舎という位置づけだったが、1972年（昭和47年）に独立した。
以前は男子校であったが、1995年（平成7年）に男女共学に移行した。校地については、2025年4月までに東北学院大学泉キャンパスに移転した（同大学の機能は2023年4月に五橋キャンパスに集約済）。

## 概要
仙台市北東部、泉区天神沢の東北学院大学泉キャンパス内に位置する。校名である榴ケ岡は、榴岡公園の一角に前身の東北学院高等学校榴ケ岡校舎が設置されたことに由来し、「由来を忘れないように」という願いと、当時の在校生や卒業生から「愛着がある『榴ケ岡』という校名を残してほしい」という声から、榴ケ岡高校として独立後もそのまま使用している。
学校の標語は東北学院高等学校と同じく、D・B・シュネーダーが制定した「LIFE LIGHT LOVE」（聖書より取られた、略して3L精神）である。また、スクールカラーは「スカイブルー（空色）」である。制服が存在せず、私服で自由な校風であり「自学自律」を教育目標としている。なお、元々は男子校であったことが影響して、男女比は7:3程度である（年度によって異なるが、理系クラスの中で男子クラスが存在する場合もある）。
キャンパス内に礼拝堂があり、キリスト教教育の一環として、毎朝全生徒が集まって賛美歌・聖書朗読などからなる礼拝をおこなっている。年間の行事として、イースター、創立記念、ペンテコステ、クリスマスなどで礼拝がある。
本校のカリキュラムは、「特別進学コース」（難関大学進学を目指すコース）と「TG選抜コース」（東北学院大学へ進学を目指すコース）と「総合進学コース」（国公立・私立大学へ進学を目指すコース）の三つのコース制である。なお、2018年度より外部講師による課外授業を開講（『校内予備校』）している。

## 沿革
（沿革節の主要な出典）
- 1886年（明治19年） - 押川方義・W.E.ホーイが仙台市木町通りに仙台神学校を創立。
- 1891年 （明治24年）- 仙台神学校を東北学院に改称。
- 1948年（昭和23年） - 学制改革により新制高等学校となる。
- 1959年（昭和34年） - 東北学院高等学校榴ケ岡校舎を仙台市榴ケ岡に設置。
- 1972年（昭和47年） - 4月、東北学院榴ケ岡高等学校として独立、8月、泉市市名坂（当時の住所、現在地）に校舎が完成し移転、12月、体育館完成。
- 1979年（昭和54年）- 5月、校章制定。
- 1980年（昭和55年） - 10月、礼拝堂及び北校舎の増築が完成。
- 1983年（昭和58年）- 3月、校舎の増築が完成、8月、中庭が完成。
- 1985年（昭和60年）- 3月、北校舎の増築が完成。
- 1988年（昭和63年） - 3月、礼拝堂の増築が完成。
- 1992年（平成4年） - 1月、校舎（普通教室、視聴覚教室、音楽室、大教室）及び武道館が完成。
- 1995年（平成7年） - 男女共学に移行。
- 1996年（平成8年） - 4月、家庭科実習棟（普通教室、美術室、調理室、被服室、屋上天文台）が完成、推薦入学制を開始。
- 2004年（平成16年） - 4月、南校舎（普通教室、進路指導室、保健室）を増築。
- 2008年（平成20年） - 9月、新体育館及び新管理棟が完成。
- 2019年（平成31年・令和元年） - 新3コース制導入。
- 2023年（令和5年）  - 4月、進学重視型単位制開始。
- 2025年（令和7年） -  東北学院大学泉キャンパス2号館へ校舎を移転。

## 交通案内
交通アクセス
- 仙台市地下鉄南北線利用
  - 泉中央駅より徒歩約25分
- 宮城交通バス利用
  - 泉中央駅バスプール4番乗り場より、以下のバスに乗車、「東北学院大学泉キャンパス正門前」もしくは「東北学院大学泉キャンパス構内」で下車（正門前バス停留所から徒歩すぐ、構内バス停留所から徒歩約5分）
    - 高玉町経由東北学院大学泉キャンパス行き
    - （泉中央駅始発便は全て無停車）七北田新町経由東北学院大学泉キャンパス行き（朝のみの運行）
    - 永和台経由松森団地循環線

## 著名な出身者

### 芸能・文化
- 福井弘文（1971年卒、10期生）- 東北放送元アナウンサー
- 栗原博（1972年卒、11期生） - 富士ゼロックス元社長、日本テレワーク協会会長
- 安田正（1972年卒、11期生） - 自己啓発書作家、コンサルタント、元早稲田大学客員教授、『超一流の雑談力』著者
- 荒木飛呂彦（1978年卒、17期生） - 漫画家
- 永沢光雄 （1978年卒、17期生） - ノンフィクション作家、ルポライター
- 田代廣孝 （1978年卒、17期生） - 映画監督
- 平間至（1982年卒、21期生） - 写真家
- 高橋栄樹（1983年卒、22期生） - 映画監督

- 桐田穣（1987年卒、26期生） - RKB毎日放送元アナウンサー
- 佐々木淳（1999年卒、38期生） - 防衛省海上自衛隊数学教官、元代々木ゼミナール講師

### スポーツ
- 丹野研太（2005年卒、44期生） - プロサッカー選手
- 佐々木匠（2016年卒、55期生） - プロサッカー選手

### 政治
- 鈴木邦男（1962年卒、1期生） - 政治活動家、一水会元代表
- 菊地健次郎（1965年卒、4期生） - 多賀城市長
- 佐藤光樹（1986年卒、25期生） - 塩竈市長、元宮城県議会議員